# ويشفكرما
ويشفكرما أو فيشفاكارما (بالسنسكريتية: विश्वकर्मा)‏، (بالإنجليزية: Vishvakarma or Vishvakarman)‏، والاسم يعني حرفيًا "صانع أو مهندس كل شيء"؛ هو إله حرفي، ومعماري إلهي يعمل تحت يد الديفات كما جاء في الهندوسية الحديثة. وفي النصوص المبكرة، عُرف الإله الحرفي باسم (Tvastar) وكانت كلمة "ويشفكرما" تُستخدم في الأصل كنعت لأي إله قوي. ومع ذلك، في العديد من التقاليد اللاحقة، أصبح ويشفكرما اسم الإله الحرفي.
كان ويشفكرما قد صنع جميع مركبات وأسلحة الديفات بما في ذلك فاجرا الإله إندرا. كان ويشفكرما مرتبطا بإله الشمس سوريا من خلال ابنته سانجنا. وفقا للأسطورة، عندما غادرت سانجنا منزلها بسبب طاقة سوريا العالية، خفض ويشفكرما الطاقة وخلق العديد من الأسلحة الأخرى باستخدامها. وقد بنى ويشفكرما أيضًا مدنًا مختلفة مثل لانكا ودفاراكا وإندرابراستا.
تُعرِّفُ ترنيمتان من الريجفيدا فيسفاكارمان على أنه الذي يرى كل شيء، والذي يمتلك عيونًا ووجوهًا وأذرعًا وأقدامًا في كل جانب وله أيضا أجنحة. ومن هذه الحيثية فهو يتشابه مع براهما، إله الخلق، ذو الوجوه الأربعة والأذرع الأربعة. ونُظر إليه أيضًا على أنَّه مصدر كل ازدهار، السريع في أفكاره (نبيه) ولقب بالرائي، والكاهن، وأمير الكلام أو سيد الخطابة.